# Агім Рамадані
Агім Рамадані (алб. Agim Ramadani; 3 травня 1964, Жегра, Г'їлані — квітень 1999, Кошаре) — солдат Армії визволення Косова (АВК), відомий своєю участю у битві за Кошаре.
Він вважався одним із найкращих учнів у своїй країні, навчався у Вищій технічній школі у Гнілане та Військовій академії зв'язку у Загребі, Хорватія. Рамадані займався поезією і живописом під час навчання, його вірші були опубліковані у літературних журналах, а його картини демонструвалися на хорватських виставках. Він був військовим у Хорватії, жив у Швейцарії як політичний емігрант після початку війни. У 1998 році Рамадані став почесним членом Європейської академії мистецтв.
Хоч він був іммігрантом у Швейцарії, у 1998 році Агім Рамадані приєднався до Армії визволення Косова (АВК), залишивши трьох дітей і дружину у Швейцарії.
Головна вулиця у Приштині названа на честь Рамадані.